# 아켈로스 (충돌구)

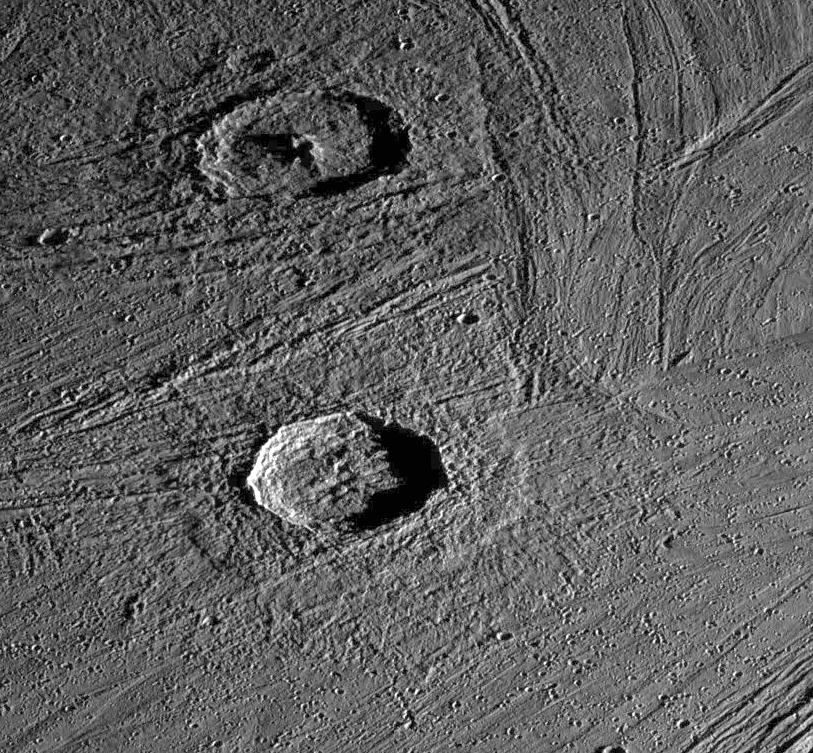
아켈로스-굴라 충돌구 쌍. 아랫쪽이 아켈로스 충돌구이다.

아켈로스 충돌구(Achelous)는 목성의 위성인 가니메데에 존재하는 충돌구이다. 굴라 충돌구와 쌍을 이룬다. 충돌구 테두리에 분출물이 이어져 있듯이 보이는 모양이 특징이다. 길이는 40km이다.